# 小碟蚁蛛
小碟蚁蛛（学名：Myrmarachne patellata）为跳蛛科蚁蛛属的动物。在中国大陆，分布于汕头等地。